# Стшельники (Вармінсько-Мазурське воєводство)
Стшельники (пол. Strzelniki, нім. Schützenau) — село в Польщі, у гміні Ожиш Піського повіту Вармінсько-Мазурського воєводства.
Населення — 91 особа (2011).
У 1975-1998 роках село належало до Сувальського воєводства.

## Демографія
Демографічна структура станом на 31 березня 2011 року:
|          | Загалом | Допрацездатний вік | Працездатний вік | Постпрацездатний вік |
| -------- | ------- | ------------------ | ---------------- | -------------------- |
| Чоловіки | 48      | 10                 | 30               | 8                    |
| Жінки    | 43      | 11                 | 21               | 11                   |
| Разом    | 91      | 21                 | 51               | 19                   |